# San Lorenzo (El Salvador)
San Lorenzo é um município do departamento de Ahuachapán, em El Salvador. Sua população estimada em 2007 era de 9 606 habitantes.[carece de fontes?]
Em 20 de dezembro de 2006, um terremoto atingiu o San Lorenzo, destruindo 432 casas. No total, 1 038 foram afetadas.

## Cantões
Está dividido em seis cantões:
El Conacaste, El Jicaral, El Portillo, La Guascota, Las Pozas e San Juan Buenavista.

## Transporte
O município de San Lorenzo é servido pela seguinte rodovia:
- AHU-28  que liga a cidade de El Refugio ao município
- AHU-11  que liga a cidade ao município de Atiquizaya
- AHU-12  que liga a cidade ao município de Atiquizaya
- RN-13, que liga o município de Ahuachapán (Departamento de Ahuachapán) à cidade de Santa Ana (Departamento de Santa Ana)[2]